# Gaumont-Palace de Toulouse
Pour les articles homonymes, voir Gaumont (homonymie).
Pour la salle parisienne, voir Gaumont-Palace.
Le Gaumont-Palace est une ancienne salle de cinéma toulousaine, située place Wilson, inaugurée en 1919 et démolie en 1974. À son emplacement se dresse aujourd'hui le multiplexe Pathé Wilson.

## Historique
Le Gaumont-Palace donne un exemple de l'importance du circuit Gaumont en province. Au début du XXe siècle existe déjà le Théâtre-Français au 3 place Lafayette (aujourd'hui place Wilson) contigu au garage Boué. En 1909 il prend le nom de théâtre Lafayette, où les programmes font une large part au cinéma muet, sous la direction de MM. Gérin et Signoret.
Peu de temps après la Première Guerre mondiale, la société Gaumont achète les lieux (théâtre plus garage) et confie à l'architecte Pierre Thuriès le soin de transformer l'ensemble. Dans le grand hall d'entrée éclairé par une verrière est édifié un large escalier monumental qui, se dédoublant en son sommet, donne accès au bar, à la corbeille (1er balcon) surplombant le parterre de 800 fauteuils, et au 2e balcon. « Avec ses 1 638 places assises et parfaitement disposées pour une excellente visibilité », le Gaumont-Palace devient une des plus luxueuses salles de la « ville rose » sous les directions de M. Sénac, de M. Mergé puis entre 1945 et 1974 de M. Besson. La scène de 10 mètres d'ouverture sur 4,60 de profondeur jusqu'à l'écran, dotée de plusieurs rideaux, jeux de lumières colorées, projecteurs de poursuite pour les artistes se produisant pendant les entractes et un écran de 6,30 mètres de base à angles arrondis sont dans la tradition des spectacles de la firme à la Marguerite. Ses dimensions : 38 mètres de profondeur sur 15 de large en fond de salle et 18 de haut. Dès 1931, il est l'un des tout premiers à être sonorisé. Deux projecteurs 35 mm composés de chronos Gaumont équipés de lanternes à arc Perlees assureront la projection jusqu'en 1963. Entre les deux guerres, un orchestre classique-moderne, alternativement dirigé par les chefs Armand de Lassus et Jean Bentaberry joue pendant les entractes dans la fosse aménagée en contrebas du proscénium. 
De novembre 1942 au 19 août 1944, réquisitionné par les occupants allemands, le Gaumont toulousain fait office de « Soldatenkino » (salle de cinéma réservée aux troupes d'occupation) M. Foret représentant sur place la Société Nouvelle des Établissements Gaumont. Il ne subit aucun attentat contrairement aux Variétés tout proche, occupé par la Milice : une bombe y fit d'importants dégâts et tua la jeune fille qui l'y avait déposée au cours de la projection du film de propagande nazie Le Juif Süss.
En septembre 1952, la Société nouvelle des établissements Gaumont (SNEG) y installe un écran de 9,60 mètres de base sur 5,10 de haut, répondant aux proportions du ratio dit « Panoramique » 1,66:1. C'est la première étape de sa modernisation qui lui permet de programmer en juin 1953 le film long métrage en couleur du couronnement de la reine d'Angleterre Élisabeth II, aux dimensions des grandes productions tournées sans anamorphose. L'arrivée à Toulouse en 1954 du CinémaScope (35 mm à l'image anamorphosée) projetée sur toute la largeur de l'écran posera dès lors problème. Ce nouveau rapport de cadre extra large (2,55:1 puis 2,35:1) sera tronqué à la source en cabine en occultant les extrémités gauche et droite des photogrammes par une fenêtre étroite dans le couloir de projection, tout en ramenant la hauteur d'image sur écran à 4,86 mètres par l'utilisation d'objectifs primaires à plus longue focale placés sur chaque appareil en faisant corps avec les hypergonars. La salle est décorée en 1953 par le cabinet d'architecture Georges Peynet de tentures murales plissées couleur champagne, et les fauteuils du « parterre » et de la « corbeille » sont recouverts de velours rouge. Pendant l'été 1964 a lieu la première rénovation d'une longue série : la cabine de projection est descendue du deuxième au premier balcon, dotée de deux projecteurs Philips DP 35 mm/70 mm et d'un Victoria 5 Cinemeccanica 35 mm pour les compléments de programmes. C'est également la fin de la source lumineuse avec des lanternes à arc électrique au carbone (charbons), les Peerless sont équipées de lampes à décharge au xénon. En juin - juillet - août 1964, la scène (portique, coulisses, cintres) est détruite pour permettre l'installation d'un écran de 12 mètres sur 6,50 mètres de haut borduré en largeur et hauteur pour chaque ratio. Là peuvent être projetées les images des films en 70 mm aux proportions 2,20:1. Le son stéréophonique sur 6 pistes magnétiques est ainsi réparti : cinq voies derrière l'écran, extrême-gauche, gauche, centre, droite, extrême-droite; tandis que dix haut-parleurs sont accrochés sur les murs des trois niveaux autour des spectateurs d'où ils diffusent la piste réservée aux sons d'ambiance. Un grand rideau à la grecque de la même couleur que les tentures décoratives s'écarte sur un vaste plateau scénique, au fond duquel un rideau gris perle, à la vénitienne celui-là, se lève sur l'écran entouré de bordures sur rail, encadrant en largeur et en hauteur chaque format et ratio de film projeté 1,37:1 (académique) - 1,66:1 (panoramique) - 1,75:1 (panoramique italien) -  1,85:1 (panoramique américain) - 2,35:1 (actuellement : 2,39:1 large anamorphosé) pour le 35 mm - 2,20:1 pour le 70 mm sans anamorphose.

## Le complexe Gaumont Wilson
En 1974, la projection du format 70 mm est abandonnée; la grande salle est démolie. Elle est remplacée par la construction de trois salles avec cabines automatisées:
- La première d'une capacité de 875 fauteuils constituée par l'orchestre et le premier balcon.
- La deuxième pouvant accueillir 600 spectateurs grâce au prolongement du deuxième balcon jusqu'aux anciens cintres de la salle d'origine.
- La troisième enfin 140 places, sur l'emplacement de l'escalier monumental dans l'ancien hall d'entrée[7].

L'année 1978 voit l'édification de deux petites salles supplémentaires dans le prolongement de l'ancien premier balcon. Puis, à l'occasion de la sortie du film de Francis Ford Coppola : Apocalypse Now (septembre 1979), la salle bâtie sur l'emplacement du deuxième balcon est équipée pour la diffusion du son Dolby stéréo 4.0 (soit trois voies derrière l'écran : gauche, centre, droite, et une piste de sons d'ambiance autour des spectateurs). En 1988, devant le succès croissant des grands écrans, cette même salle est transformée en premier Gaumontrama. D'une capacité de 550 places, décoré aux couleurs emblématiques de la société le rouge et le noir, il est pourvu d'un écran faiblement courbé d'une surface de 120 m2 avec une base de 16,70 m sur 7,60 de hauteur maximale pour éventuellement le ratio 2,20:1. Le système sonore, quant à lui, 5.1 CP 55 Dolby SR permet l'exploitation de cinq voies d'écran, d'une piste dédiée aux basses fréquences et de deux autres pistes diffusées, sur les murs droit et gauche, par 24 enceintes réparties dans la salle avec une puissance de 8 kW. 
Aujourd'hui, le parc de salles « Gaumont » étant passé sous pavillon « Pathé », la firme au Coq a pris possession des immeubles voisins. Un multiplexe de 15 salles de projection numérique nommé « Pathé-Wilson » est édifié sur ce site, dont la plus grande salle Dolby Cinema d'Europe[réf. nécessaire].

## Les cabines
Jusqu'en 1963, la cabine de projection d'origine, celle située au sommet du second balcon, était reliée à une batterie de grands accumulateurs qui devaient être une fois par semaine contrôlés pour leur maintenance. Dans les sous-sols ils avaient pour rôle de fournir le courant électrique afin d'assurer une séance en cas de coupure inopinée sur le secteur, ainsi que d'éclairer les panneaux « sortie » et « issue de secours » qui devaient toujours rester lumineux dans le noir.
Ainsi qu'on peut le remarquer sur la première photo d'illustration, des pommeaux de douche surplombaient chaque projecteur. Ils étaient reliés à une profonde cuve construite dans les combles. Emplie d'eau, elle devait en cas d'incendie noyer les appareils ainsi que fermer des volets métalliques de sécurité qui tombaient simultanément devant les hublots de projection, isolant ainsi les spectateurs présents dans la salle du théâtre. La généralisation de l'emploi pour les films d'un support de sécurité en triacétate de cellulose ininflammable (safety) devint obligatoire en 1954, strictement surveillé par les commissions de sécurité.

## Galerie

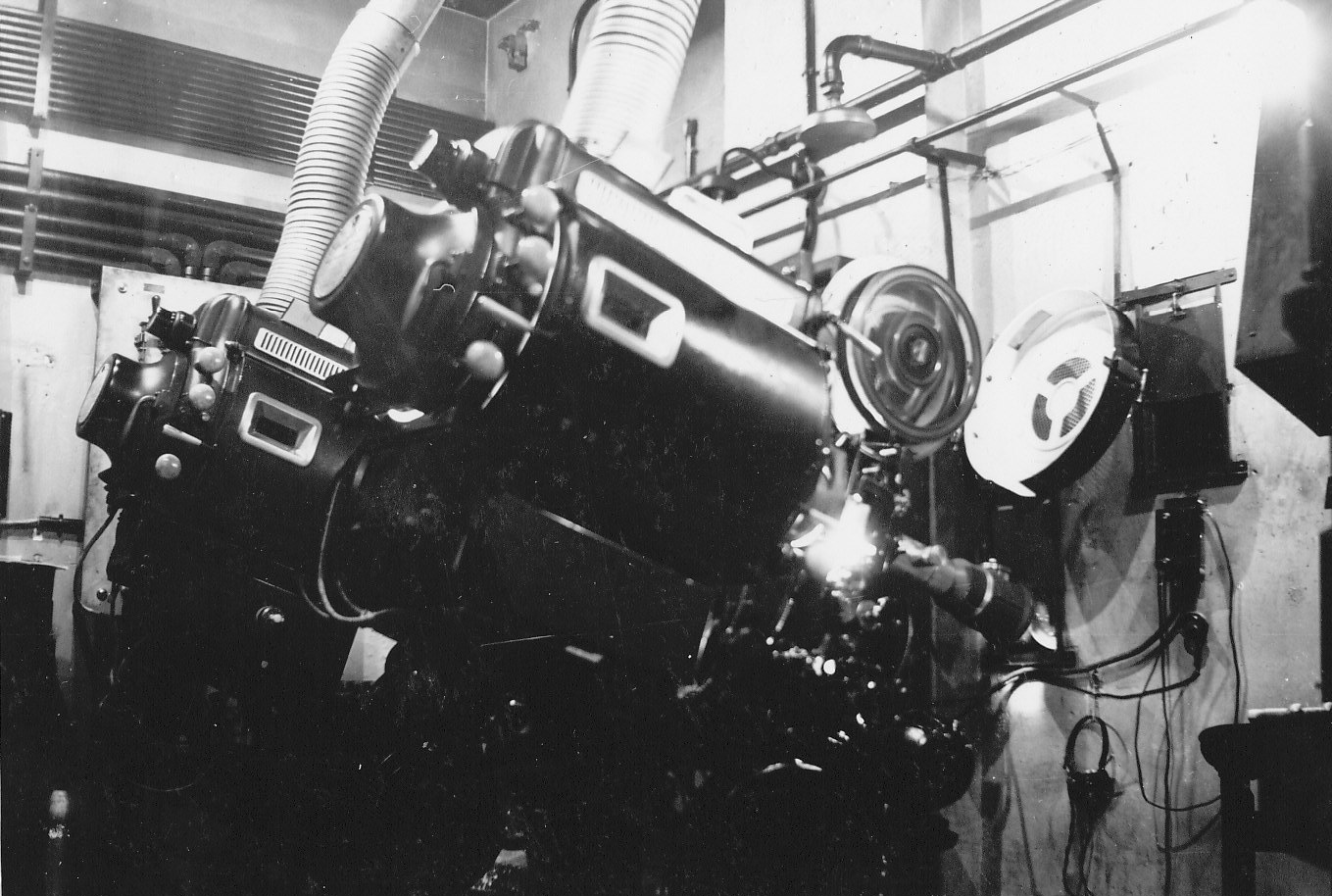
Cabine du deuxième balcon en 1960.
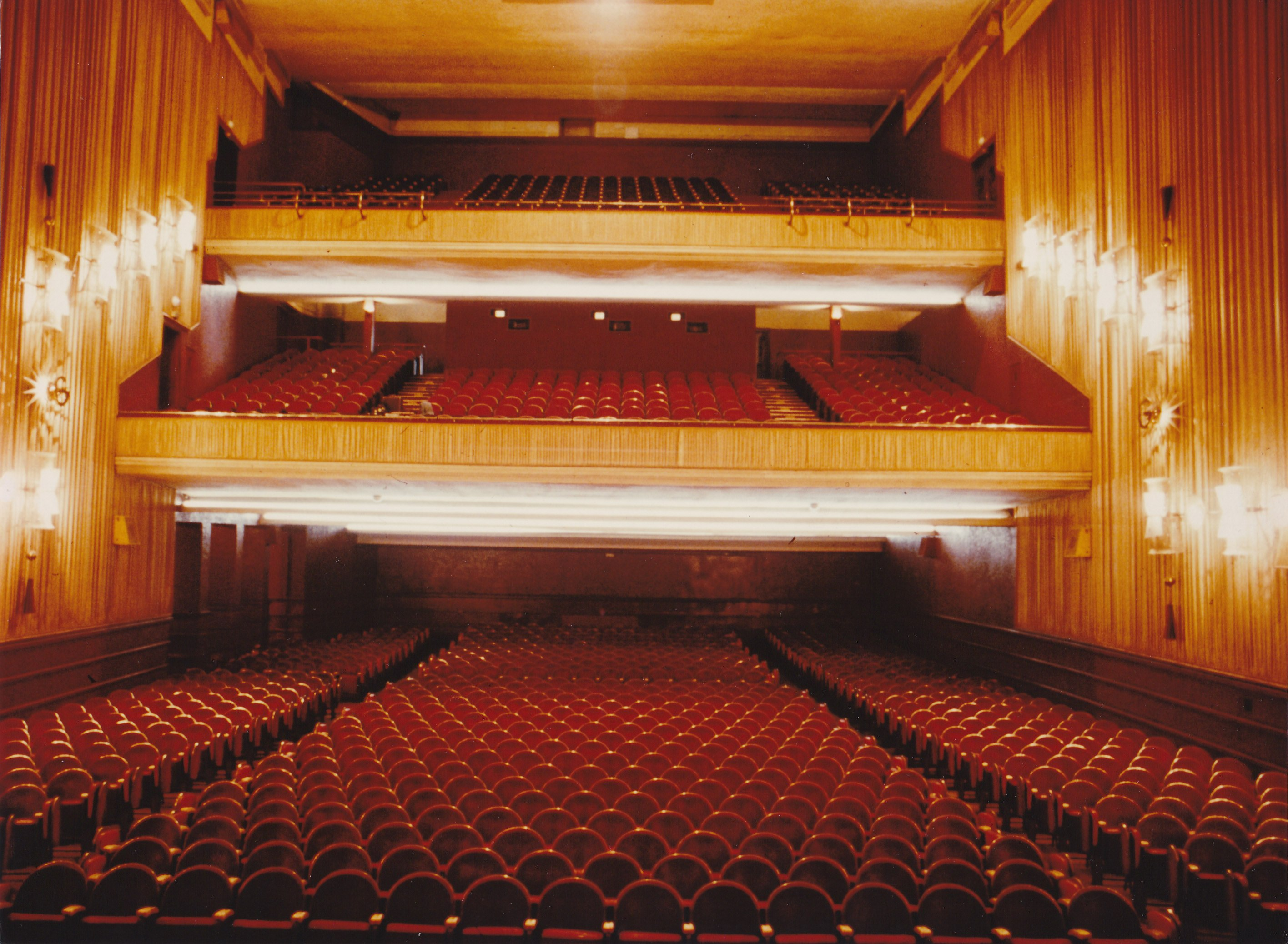
La salle en 1964, vue depuis la scène.
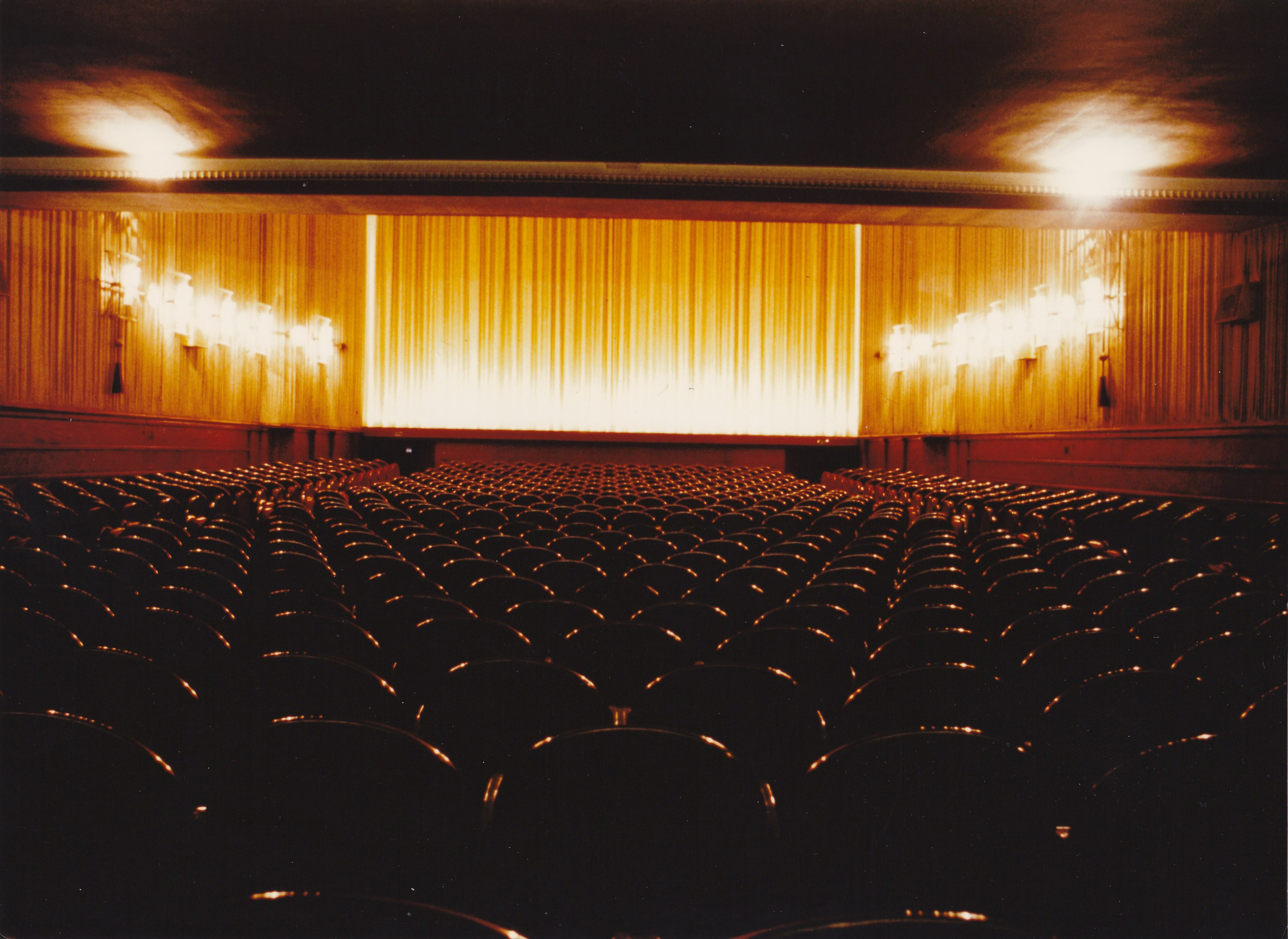
La salle en 1964, vue depuis le fond de l'orchestre (parterre) sous le premier balcon.
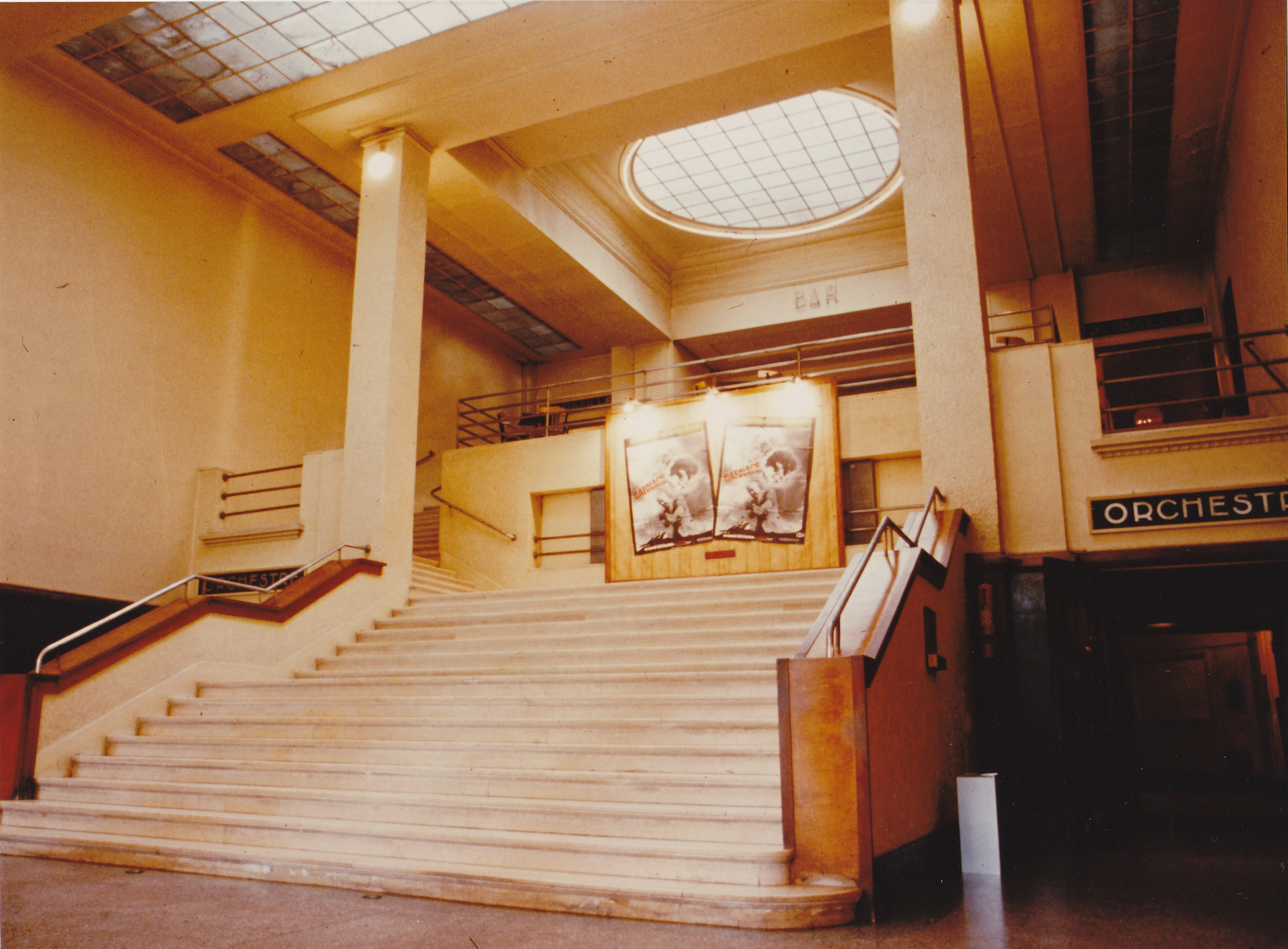
Grand hall et bar en 1964.
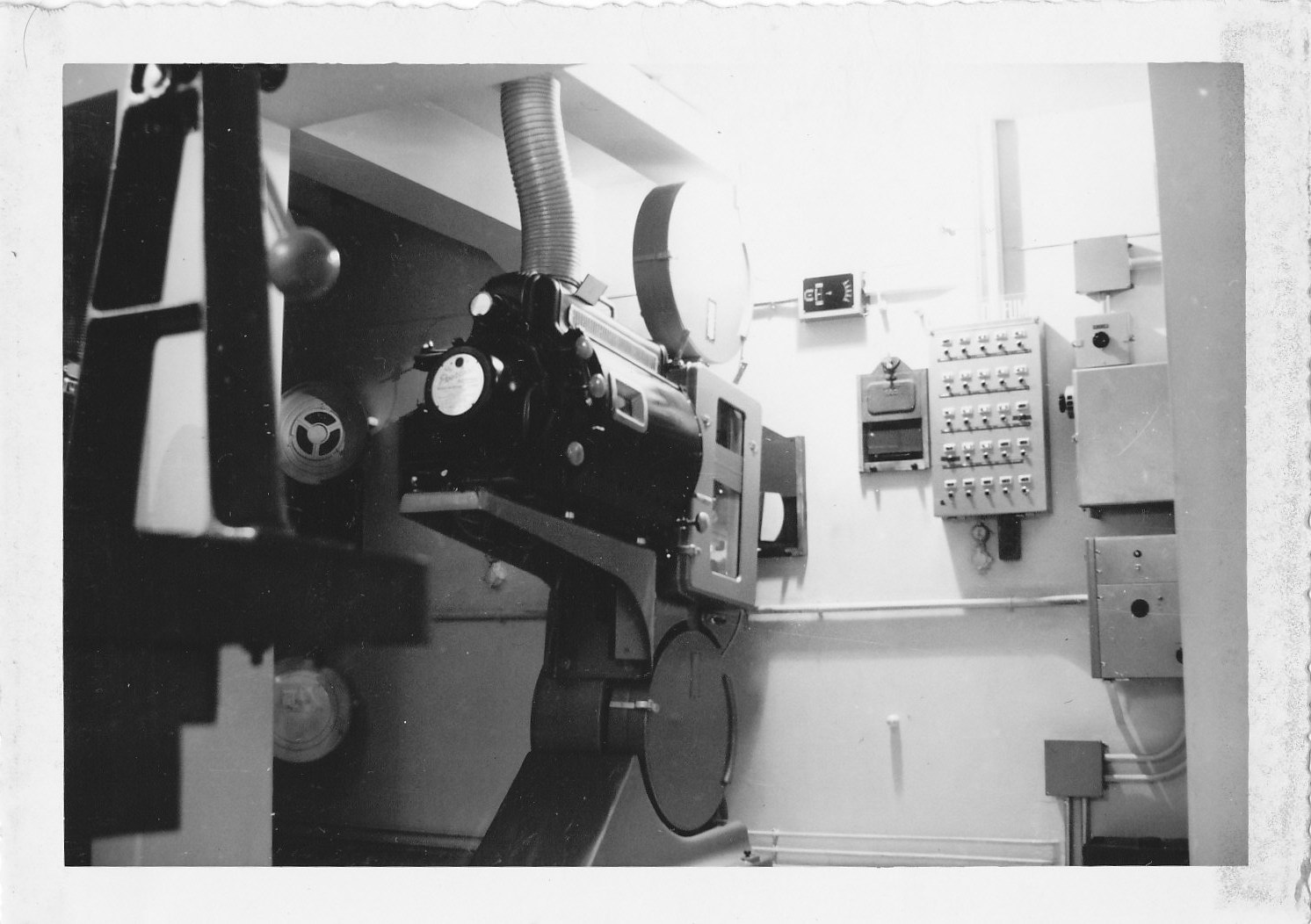
Cabine du premier balcon en 1964, avec un projecteur du couple Philips DP35/70 et aperçu à gauche du Victoria 5 complémentaire.